# Орден «За заслуги перед Астраханской областью»
Орден «За заслуги перед Астраханской областью» — высшая государственная награда Астраханской области.

## История
Орден был учреждён 20 июля 2004 года. Орден является самой почетной наградой в области. Астраханские власти очень редко пользовались возможностью наградить кого-либо орденом. Сумма поощрения с некоторых пор составила 2 тыс. рублей, вместо прежней 1 тыс. 112 рублей. Согласно закону от 2007 года, кавалеры ордена имеют право на дополнительную ежемесячную выплату в размере 2000 рублей; данная выплата была установлена в 2008 году и с тех пор не индексировалась.
В феврале 2019 года группа астраханских парламентариев внесли в Думу Астраханской области проект поправок к региональному закону о наградах и иных знаках отличия; и предложили исключить норму, согласно которой Дума должна согласовывать кандидатов на получение ордена.

## Статут
Согласно Постановлению от 20 июля 2004 года № 230 «Об ордене „За заслуги перед Астраханской областью“», Орден «За заслуги перед Астраханской областью» является высшей формой поощрения граждан за особый вклад в экономическое, социальное и культурное развитие Астраханской области, благотворительную деятельность, а также иные заслуги перед Астраханской областью.
Орденом «За заслуги перед Астраханской областью» награждаются граждане Российской Федерации, как правило, проживающие на территории Астраханской области, иностранные граждане, а также лица без гражданства.
Награждённому вручаются орден и удостоверение к нему. Повторное награждение орденом не производится.

## Список награждённых
В ноябре 2018 года кавалером ордена стал экс-губернатор Александр Жилкин. В разные годы этой награды были удостоены президент ПАО «ЛУКОЙЛ» Вагит Алекперов, президент Азербайджана Ильхам Алиев и его супруга Мехрибан Алиева, бывший митрополит Астраханский и Камызякский Иона, гандбольный тренер Владимир Гладченко. Также кавалером ордена посмертно стал Анатолий Гужвин, руководивший областью в 1991—2004 годах.